# Louis Yolando Mazzini
Louis Yolando Mazzini (Lima, Perú, 3 de junio de 1894 - Fort Lauderdale, Estados Unidos, 23 de junio de 1973) fue un médico serólogo peruano-estadounidense conocido por desarrollar la prueba Mazzini para la sífilis en 1939.

## Biografía
Nació en Lima, Perú el 3 de junio de 1894. Mazzini asistió a la Universidad de Wisconsin, la Universidad Butler y la Universidad de Indiana. Debido a los disturbios políticos en Perú, se mudó a los Estados Unidos en 1916.
Comenzó su carrera médica en la Facultad de Medicina de la Universidad de Indiana (IUSM) como profesor de serología y patología en 1924. De 1933 a 1947, trabajó en el Departamento de Salud de Indiana como científico de laboratorio y serólogo.
En 1939, desarrolló la prueba de Mazzini para la sífilis (prueba de floculación lipoidal), que era más rápida, más barata y más sensible a todas las etapas de la sífilis que la prueba de Wassermann, comúnmente utilizada. Mazzini donó los derechos de patente de su prueba, que fue empleada por las Fuerzas Armadas durante la Segunda Guerra Mundial, a la Fundación de la Universidad de Indiana. En 1950, desarrolló una prueba de sífilis más precisa, la prueba de cardiolipina de Mazzini, que fue adoptada por el Servicio de Salud Pública de los Estados Unidos.
Mazzini también era dueño del College Inn en Michigan Street, frente al Hospital Long. El hotel era un lugar de reunión popular para estudiantes de medicina y odontología; hoy, una placa en honor a Mazzini ocupa un lugar en su antigua ubicación. La IUSM también tiene un puesto de profesor de patología que lleva el nombre de Mazzini.